# 恋人がサンタクロース
「恋人がサンタクロース」（こいびとがサンタクロース）は、松任谷由実の楽曲。1980年12月1日に発売された10枚目のオリジナルアルバム『SURF&SNOW』に収録され、1987年公開の映画『私をスキーに連れてって』の挿入歌ともなった。

## 概要
1980年代以降の日本においては、山下達郎の「クリスマス・イブ」と並び、J-POP クリスマス・ソングの定番曲である。
当初はアルバムの中の1曲に過ぎなかったが、1982年に松田聖子がクリスマスアルバム『金色のリボン』でカバーしたことで認知度が高まり、さらに1987年に映画『私をスキーに連れてって』で起用されたことで松任谷のベストアルバム『Neue Musik』の収録曲を決めるファン投票で4位に入るなど、松任谷の代表曲の一つとなっている。なお松任谷自身はこの曲をシングルカットしていない。
作詞・作曲は松任谷由実、編曲は松任谷正隆。歌詞にはユーミンらしい「中の上のレベルの家庭」を思わせる乙女チックな趣がある。メロディは、シンコペーションを多用した快適なリズム感を持ち、凝ったコード進行で流れる。松田聖子版は原曲と異なり大村雅朗が編曲を行っている。松任谷は聖子への楽曲提供では専ら「呉田軽穂」の変名を使用してきたが、本曲は唯一「松任谷由実」名義である。
コラムニストの小田嶋隆によると、後に与えた影響は計り知れなく曲の大ヒットによって「クリスマス＝サンタクロースと子供たちのイベント、宗教行事から恋人たちの一大恋愛イベントに変わった」と推測している。
その後多くのアーティストがカバーを発表している。
発売から38年後の2018年11月8日から12月25日まで、東京駅丸の内口に近い丸ビルで開催された「Marunouchi Bright Christmas 2018 ～北欧から届いたクリスマス with Yuming～」の館内BGMに採用。同館西側ロビーの1階から3階の吹き抜けに設置された、高さ8mの巨大なクリスマスツリーが、期間中毎日17時30分から21時の間（15分間隔で上演）、この曲の演奏に合わせ様々な色に変化するライブショーを開催。11月8日の点灯式には松任谷本人も招待され、自らショー開始のスイッチを押してツリーを点灯させ、会場内を盛り上げた。

## 参加ミュージシャン
（ベストアルバム『Neue Musik』歌詞カードより）
- ドラム：林立夫
- ベース：高水健司
- エレクトリック・ギター：松原正樹、今剛
- キーボード: 松任谷正隆
- パーカッション：斉藤ノブ
- コーラス：須藤薫、松任谷由実

## カバー
本曲は以下のアーティストによってカバーされている。
- 松田聖子（1982年） - クリスマス企画アルバム『金色のリボン』に収録。1984年の企画アルバム『Seiko・Avenue』にも再収録されている。
- A.S.A.P.（1990年） - 英語バージョンを "My Baby Santa Claus" という曲名でアルバム『Boy Friends Girl Friends』に収録している[8]。
- 東京パフォーマンスドール（1991年） - アルバム『Cha-DANCE PARTY Vol.3』に収録。歌唱メンバーは木原さとみのソロ曲となっている。
- 愛野美奈子（CV:深見梨加）（1996年） - アルバム『美少女戦士セーラームーン セーラースターズ Merry Christmas!』に収録。
- 奥居香（1999年）
- 島谷ひとみ（2002年） - ミニアルバム『Poinsettia〜亜麻色ウィンターメモリーズ〜』に収録。
- 女子十二楽坊（2005年） - アルバム『Merry Christmas To You』に収録。
- CHiYO（2006年）
- SNAIL RAMP (2008年） - 英語バージョン
- 高野千恵（2009年）
- SCANDAL（2010年）
- 野川さくら（2010年）
- ROCO（2011年） - 『こどもじゃず その4』収録。
- FLOWER（2012年） - 以下で詳述。
- 沼倉愛美、原由実、浅倉杏美（2012年） - 『THE IDOLM@STER STATION!!! Nouvelle Vague』収録。
- 大橋トリオ（2013年） - 『MAGIC』収録。
- 如月千早（CV:今井麻美）(2015年) - 『THE IDOLM@STER MASTER ARTIST 3 07 如月千早』収録。
- 宮本浩次（2020年） - カバーアルバム『ROMANCE』収録。
- DEEN（2021年） - アルバム『シュプール』収録。

また、嘉門タツオは「恋人は新興宗教の教祖」というパロディソングを制作した。

## FLOWERのシングル
FLOWERの「恋人がサンタクロース」は、2012年11月28日にソニー・ミュージックアソシエイテッドレコーズから4枚目のシングルとして発売された。

### 概要
- Flowerにとって初めてのカバー曲であり、プロデューサーの松尾潔はダンサブルでスタイリッシュな雰囲気に曲をアレンジした[10]。
- ミュージックビデオは「女の子9人で楽しむクリスマスパーティ」をコンセプトに[10]、スタイリッシュな雰囲気のダンスが収められている[4]。

### 収録曲
1. 恋人がサンタクロース
作詞・作曲：松任谷由実、編曲：Maestro-T
2. Still 〜Christmas version〜 
作詞：松尾潔、作曲：川口大輔、編曲：中野雄太
3. 恋人がサンタクロース (instrumental)
4. Still 〜Christmas version〜 (instrumental)